# Резолюция
 Тази статия е за юридическия термин.  За термина от оптиката/изчислителната техника вижте разделителна способност.  
Резолюцията (лат. resolution – решение, разрешение) е писмено решение на парламентарен съвет или асамблея по даден въпрос. Обикновено резолюциите се използват в законодателната власт и в корпорациите.
В документооборота (движението на документите в една организация) резолюцията на хартиен документ е реквизит, състоящ се от надпис върху документа, направен от длъжностно лице и съдържащ прието от него решение.

## Видове

### В корпорациите
В корпорациите писмената резолюция е особено полезна в случай на борда на директорите на корпорация, който обикновено трябва да даде съгласието си за покупки или продажби на недвижими имоти от корпорацията. Такова решение, когато е заверено от секретаря на корпорацията, дава уверение на другата страна на сделката, че продажбата е била разрешена според правилата. Други примери включват решения за одобряване на откриването на банкови сметки или разрешаване на издаването на акции в корпорацията.
Когато се желае по-голяма формалност, може да се направи предложение под формата на проект на резолюция, което винаги се представя в писмена форма.

### В законодателната власт
Камарата на законодателните органи често приема необвързващи резолюции.
Въпреки това законодателният орган също използва резолюции, за да упражнява едно от своите обвързващи правомощия, което не е правомощие за законотворчество. Например Конгресът на Съединените щати обявява война или предлага конституционни изменения чрез приемане на обща резолюция. Камарата на законодателната власт може също да използва резолюция, за да упражнява своите специфични правомощия, както прави британската Камара на общините, за да избере своя председател или както Камарата на представителите на Съединените щати взема решение за импийчмънт.
В парламентарна камара терминът „необвързваща резолюция“ се отнася до мерки, които не стават закони. Това се използва за разграничаване на тези мерки от законопроект, който също е резолюция в технически смисъл. Резолюцията често се използва за изразяване на одобрението или неодобрението на органа за документ, за който въпросът се разглежда от друга юрисдикция или е защитен от конституция. Пример би било резолюция за подкрепа на войските на нацията в битка, която няма правна тежест, но е приета за морална подкрепа.

### Материалноправни и процесуални
Материалноправните решения се отнасят до съществени правни принципи и правила на правото, аналогични на материалното право, за разлика от процесуалните решения, които се занимават с методите и средствата, чрез които се правят и администрират материалноправни въпроси.